# Exordio
El exordio (del latín exordium: comienzo; en griego: προοίμιον / prooímion, «preludio») es, en retórica, la primera de las cinco partes canónicas del discurso.

## Características
El exordio, del cual muchas veces depende el éxito de todo el discurso, tiene por objetivo captar la atención del auditorio sobre el tema a tratar, y de obtener su buena voluntad y benevolencia. Esta introducción permite al orador justificar por qué está haciendo uso de la palabra, mostrando que el interés del público se une al suyo propio, en relación con los tópicos y a los enfoques que van a ser desarrollados. Es aquí, en esta parte, donde quien habla debe desplegar sus mejores cualidades, para asegurar una buena acogida a sus argumentaciones y a sus eslabonamientos de la presentación, y mostrando modestia, prudencia, probidad, autoridad y dominio de la temática.[cita requerida]
El exordio es el triunfo de lo que los antiguos llamaron "costumbres" o "precauciones oratorias", o sea, las disquisiciones hábiles a través de las cuales, tanto el orador como el escritor, suavizan lo que podría parecer atonante, ese arte de eludir la opinión contraria y los sentimientos hostiles, y en cierta medida de asociarse incluso con los prejuicios y con los intereses que se van a combatir.[cita requerida]
El exordio reposa mucho en la alusión: el orador evoca a grandes rasgos el marco de la temática a tratar o las circunstancias que la rodean. El exordio también puede presentar brevemente algunos puntos clave en favor de la posición a la que se está orientado a defender. En muchos casos, aquí el orador intenta hacer comprender a sus oyentes que no sabe todo sobre el tema que se va a desarrollar, y que por lo tanto es mejor tener una posición prudente y expectante; a veces es mejor sugerir o insinuar que afirmar. En esta parte, el orador debe ser tan breve, conciso y claro como pueda, y es recomendable en este preámbulo usar pocas imágenes o figuras de estilo.[cita requerida]
En otros tiempos se distinguían tres tipos de exordios: los exordios simples, los exordios por insinuación y los exordios bruscos o de tipo ex abrupto. Y la elocuencia cristiana agregó un cuarto tipo: los exordios majestuosos. Muchos escritos sobre retórica dan la definición de esta última clase de exordio,, así como ejemplos de los considerados más ilustres. Es claro que la elección y el empleo del exordio depende sobremanera del sujeto actuante, o sea del orador, y también por cierto del auditorio, del tiempo o época, del lugar, de las disposiciones de espíritu producidas o generadas por las circunstancias, etcétera.[cita requerida]
El exordio ex abrupto, por ejemplo, necesita tanto habilidad como pasión, y además, la pasión desarrollada de ninguna manera debe ser desordenada o ciega, ya sea que se trate de Jacques Bridaine intentando plasmar un sermón, o del propio Cicerón concretando una catilinaria; la elocuencia de la pasión vehemente siempre debe tener en cuenta la benevolencia y el estado de ánimo de la gente sobre la que estalla y a la que se dirige.[cita requerida]
Según la retórica, las otras partes que siguen al exordio o prólogo son: la proposición (frase-lema, tema a tratar), la división (ordenamiento y enumeración de partes), la narración (fundamento-desarrollo de contenido), la argumentación y la refutación (responder contrariamente a otro concepto o explicación; convencer). El discurso finalmente debe terminar con la peroración (redondeo de ideas). Entre las diversas partes del discurso establecidas por la antigua retórica (la dispositio), el exordio es una de las más esenciales, y también una en la que las circunstancias de tiempo y lugar influyen de manera más importante.

## Cita
Este exordio, tan raro como enfático, fue aceptado con una tranquilidad imperturbable: sin embargo y en lo personal, me pareció observar en la figura del célebre doctor, algunos ligeros crispamientos de los labios que traicionaban como una risa contenida.
Jean Eugène Robert-Houdin.

## Fuente
- Vapereau, G., Dictionnaire universel des littératures [Diccionario universal de literaturas]. París, Hachette, 1876, p. 756.